# 中国人民解放军陆军合成第三十五旅
合成第三十五旅 (英語：35th Combined Arms Brigade)，又称“老槐树部队”或者周丽平烈士生前所在部队，是中国人民解放军陆军第七十一集团军下辖的一个重型合成旅，驻地江苏省徐州市。

## 历史概述
1952年6月，第四十二军第一二六师从朝鲜回国，组建中国人民解放军第四十二军第一二六师战车团。1952年11月，第一二六师战车团改为坦克自行火炮第三三一团。1967年10月，编入坦克第二师，更改番号为第七团。
1991年参与1991年华东水灾抗灾，期间部队的一名见习排长周丽平牺牲。
1998年10月，改为陆军第十二集团军装甲第二师第七团。
2011年12月，装甲第二师拆分出第七团，成立机械化步兵第三十五旅，2017年改为重型合成旅。
2020年7月11日合成第三十五旅参与2020年中国南方水灾救灾。

## 沿革
参考资料：
| 部隊番號                       | 使用時期              |
| ------------------------------ | --------------------- |
| 中国人民解放军第一二六师战车团 | 1952年6月-1952年11月  |
| 坦克自行火炮第三三一团         | 1952年11月-1967年10月 |
| 坦克第七团                     | 1967年10月-1998年10月 |
| 装甲第七团                     | 1998年10月-2011年12月 |
| 机械化步兵第三十五旅           | 2011年12月-2017年4月  |
| 合成第三十五旅                 | 2017年4月至今         |